# El ladrón de perros
El ladrón de perros és una pel·lícula dramàtica del 2024 dirigida per Vinko Tomičić Salinas. La pel·lícula, protagonitzada per Alfredo Castro, Teresa Ruiz i Franklin Aro Huasco, és una coproducció de Xile, França, Mèxic, Bolívia, Itàlia i Equador i es va estrenar el juny de 2024 al Festival de Cinema de Tribeca. La pel·lícula es va estrenar als cinemes xilens a finals d'agost de 2024.

## Argument
Martin treballa com a llustrador de sabates a la capital boliviana La Paz. El jove viu amb un amic íntim de la seva difunta mare en una casa gran i antiga. Martin només té uns quants amics. Un dels seus millors clients és el senyor Novoa, un perruquer de gossos solitari. Per obtenir una recompensa, Martin roba el seu pastor alemany Astor, que és com un nen per al senyor Novoa. A mesura que Martin i el senyor Novoa passen més temps junts, es desenvolupa una relació molt especial entre tots dos.

## Repartiment
- Teresa Ruiz: Señorita Andrea
- Alfredo Castro: Señor Novoa
- Franklin Aro Huasco: Martin
- María Luque
- Julio César Altamirano
- Ninón Dávalos

## Producció

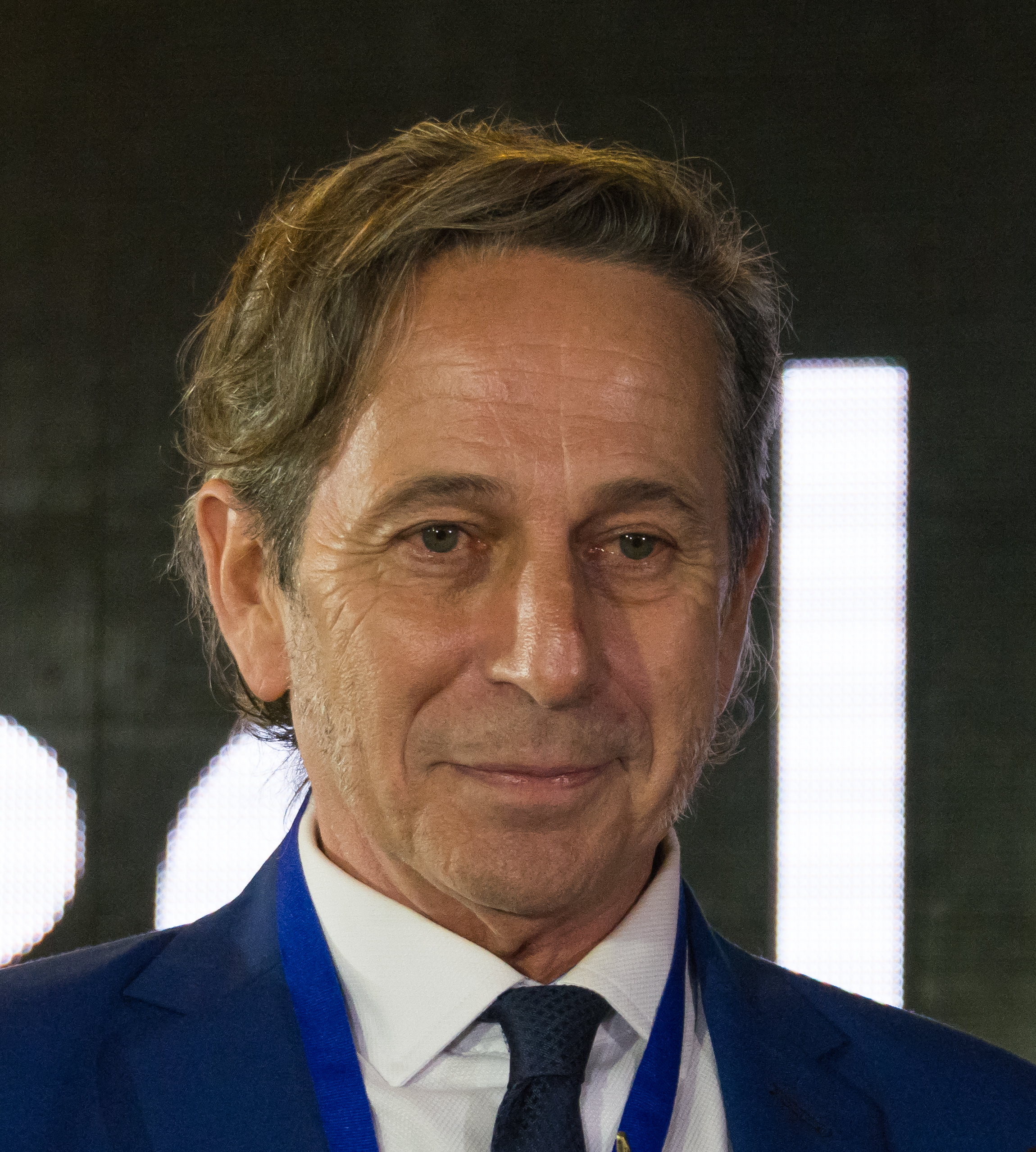
Alfredo Castro interpreta al Señor Novoa

Va ser dirigit pel xilè Vinko Tomičić Salinas, que també va escriure el guió. Aquest és el seu segon llargmetratge després d' El fumigador del 2016. Salinas ha codirigit aquesta pel·lícula amb Francisco Hevia. Dos anys abans va fundar la productora Calamar Cine.
El seu compatriota Alfredo Castro interpreta al senyor Novoa. El jove actor bolivià Franklin Aro Huasco interpreta el jove llustrasabates Martín. La mexicana Teresa Ruiz interpreta a Señorita Andrea. Altres papers inclouen María Luque, Julio César Altamirano i Ninón Dávalos.
El rodatge va tenir lloc a la capital boliviana La Paz, on està ambientada la pel·lícula. El càmera Sergio Armstrong va ser recentment per a les pel·lícules El club i Ema de Pablo Larraín i Desde allá i La caja de Lorenzo Vigas.

### Banda sonora, màrqueting i edició
La música de la pel·lícula va ser composta pel franco-libanès Wissam Hojeij, que darrerament va treballar en el thriller Mi bestia de Camila Beltrán.
La pel·lícula es va estrenar el 6 de juny de 2024 al Festival de Cinema de Tribeca. El primer tràiler es va presentar poc abans. També el juny de 2024 es va projectar al Festival Internacional de Cinema a Guadalajara, on Alfredo Castro va rebre el Premi Mayahuel per la seva obra de tota la vida i el jove actor Franklin Aro Huasco va rebre una menció honorífica. El juliol del 2024 es va exhibir al Filmfest München.  La pel·lícula es va estrenar als cinemes xilens el 29 d'agost de 2024.

## Premis
Festival Internacional de Cinema d'Antalya 2024
- Premi al Millor actor (Franklin Aro Huasco)[12]

Festival Internacional de Cinema a Guadalajara 2024
- Nominació a la millor pel·lícula a la Competició Iberoamèrica (Vinko Tomičić Salinas)
- Menció d'Honor (per al jove actor Franklin Aro Huasco))[10]

Filmfest München 2024
- Nominierung im Wettbewerb CineVision[13]

XXXIX Premis Goya
- Nominada al Goya a la millor pel·lícula estrangera de parla hispana[14]

Festival de Cinema de Tribeca 2024
- * Nominació al Concurs Mundial de Narrativa (Vinko Tomičić Salinas)[1]